# Bifurkation (Körpermodifikation)

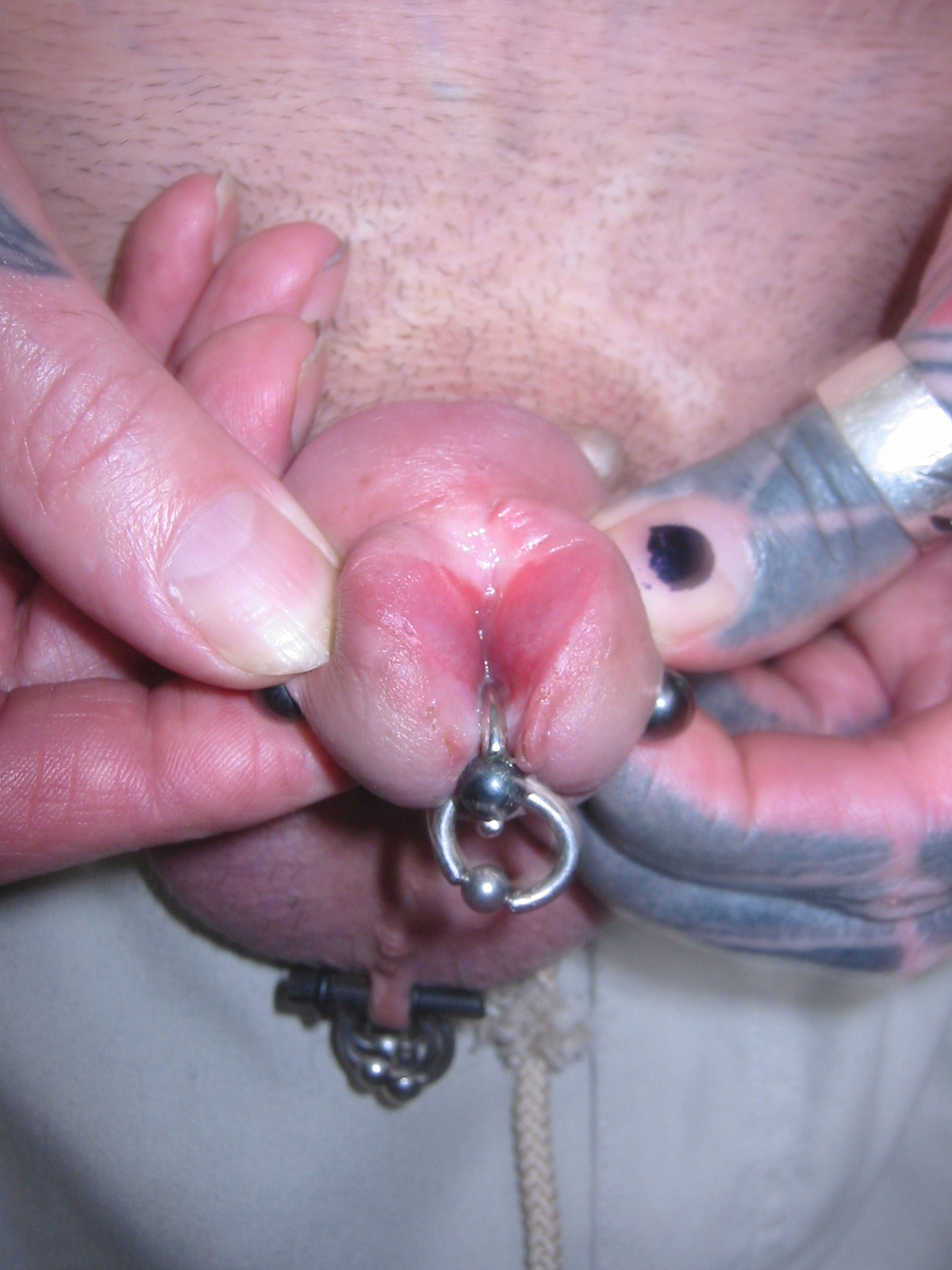
Eine partielle Bifurkation als Körpermodifikation

Eine Bifurkation ist eine Körpermodifikation des Penis, bei der dieser in unterschiedlichem Ausmaß von der Eichel her geteilt wird. Wird lediglich die Unterseite des Penis entlang der Harnröhre gespalten, spricht man von einer Subinzision.